# Province de Chucuito
La province de Chucuito (en espagnol : Provincia de Chucuito) est l'une des treize provinces de la région de Puno, au sud du Pérou. Son chef-lieu est la ville de Juli.

## Géographie
La province couvre une superficie de 3 978,13 km2. Elle est limitée au nord par le lac Titicaca et la province de Yunguyo, à l'est par la Bolivie et à l'ouest par la province d'El Collao.

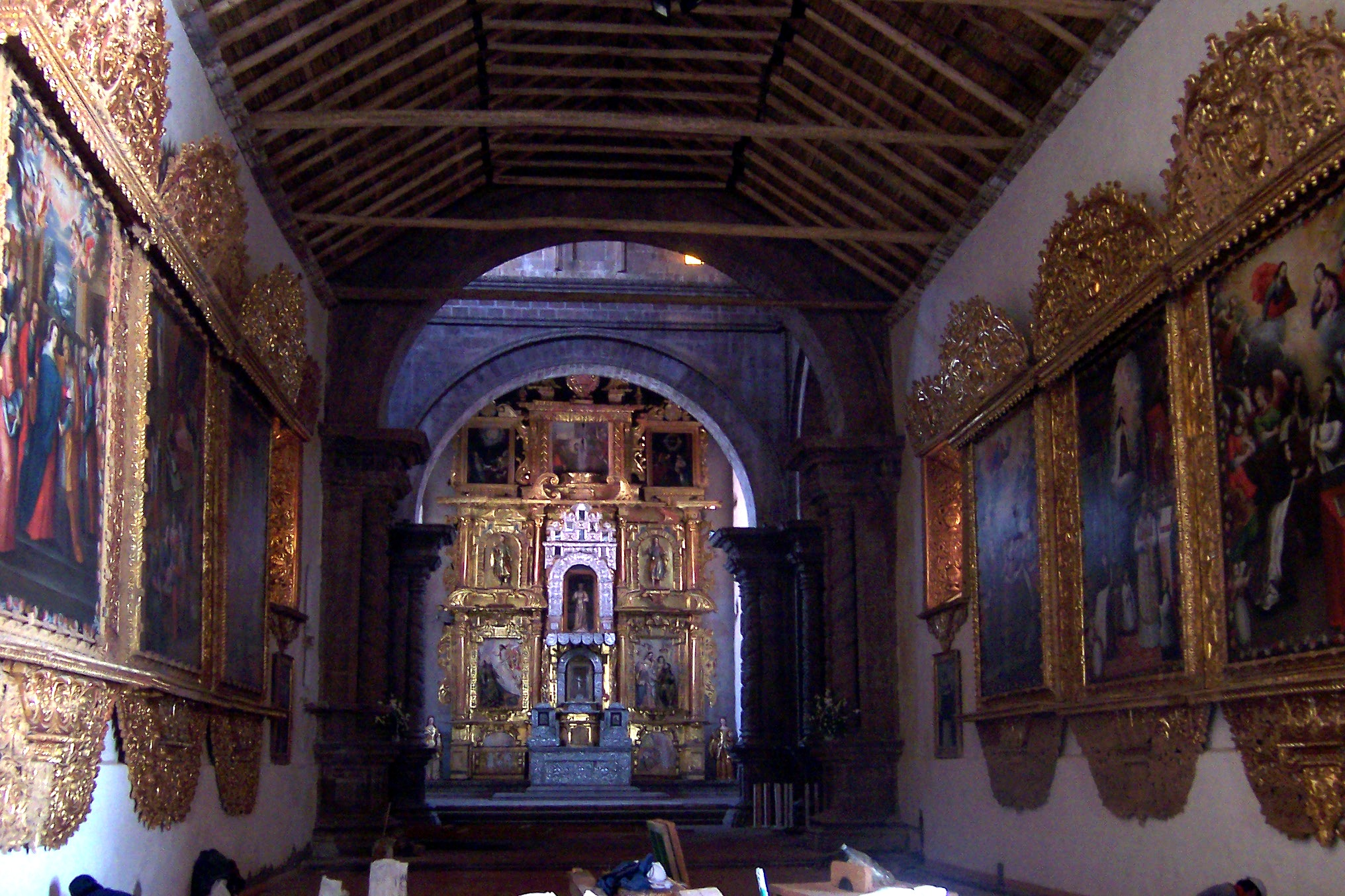
Église San Juan de Latrán à Juli

## Population
La province comptait 110 083 habitants en 2005.

## Subdivisions
La province de Chucuito est divisée en sept districts :
- Desaguadero
- Huacullani
- Juli
- Kelluyo
- Pisacoma
- Pomata
- Zepita